# 胡敬 (成化進士)
胡敬（1431年—？），字文恭，直隸徽州府歙縣人，明朝政治人物。進士出身。

## 生平
應天府鄉試第一百七十名。成化二年（1466年）丙戌科會試第三百二十八名，殿試登進士第三甲第二十名。

## 家族
曾祖胡添壽。祖父胡德義。父亲胡永忠。